# Šlapací tramvaj Sylvestra Krnky

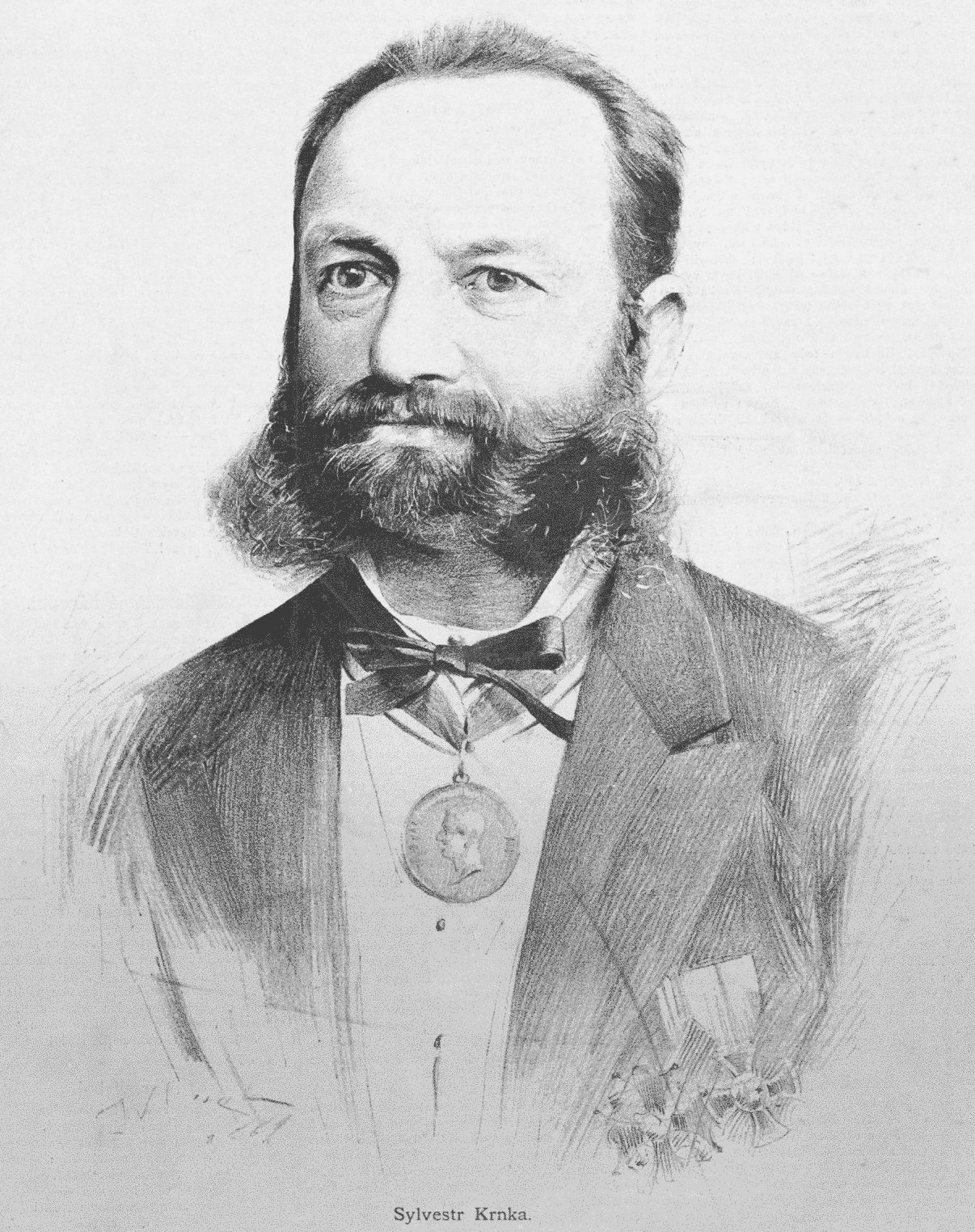
Sylvestr Krnka r. 1884

Šlapací tramvaj Sylvestra Krnky je dnes už zcela zapomenutý, kuriózní dopravní prostředek z roku 1895. K sestrojení této tramvaje vedla Krnku především snaha přijít s něčím novým. Lidé v té době odmítali určité způsoby pohonů dopravních prostředků z různých důvodů. Parní tramvaj znečišťovala okolí kouřem, elektrická tramvaj byla zpočátku kritizována kvůli hornímu vedení trolejí. Koňka byla zase moc pomalá, a tak se hledaly různé způsoby pohonu. S jedním originálním – šlapacím, přišel právě Sylvestr Krnka – český vynálezce (známý především jako puškař). Představil veřejnosti tramvaj s jedinečným pohonem ve svých sedmdesáti letech. Do vozu se vešlo dvacet sedících cestujících, uprostřed měl oddíl pro „kočího“ a konduktéra.

## Popis šlapacího systému
Základem soustavy byl hydraulický tlakostroj umístěný uprostřed vozu. Ten obsluhovala jedna nebo dvě osoby, pouhým šlapáním nebo vahou svého těla. Tímto uvedla stroj do pohybu a pomocí brzdové soustavy jej mohla opět zastavit. Šlapání se přenášelo na jednoduché páky spojené pomocí dvou hydraulických válců. Zpočátku bylo třeba vyvinout trochu více síly, než se stroj rozjel. Poté už to šlo ovšem snadno. Rychlost tramvaje se rovnala koňce a někdy byla i větší. Na rovném terénu jezdila celkem lehce, žádné velké tělesné namáhání nebylo potřeba ani v plně obsazeném voze. Při velkém stoupání a při rozjezdu může kromě jednoho již šlapajícího cestujícího na druhé straně „přišlapovati i konduktor“, jak dokládá článek z Národní politiky 18. ledna 1895.

## Provoz šlapací tramvaje
Dráha, po které vůz jezdil, byla provozována během Národopisné výstavy českoslovanské na pražském Výstavišti od 15. května do 23. října roku 1895. Trať byla dlouhá 500 m a nacházela se ve východní části Výstaviště. Vedla od východu poblíž tehdejší železniční zastávky podél oplocení k tzv. Jaroměřské chalupě. Šlapací tramvaj Sylvestra Krnky byla pěknou atrakcí, ale z praktických důvodů se pochopitelně neujala, a tak po skončení výstavy zmizela neznámo kam. O jejím dalším osudu už nejsou žádné zprávy.